# Sigulda (novads)
Sigulda (łot.: Siguldas novads) – jeden z łotewskich novadsów, funkcjonujący od 2021.
W skład novadsu wchodzą: 
- miasto: Sigulda
- pagastsy: Allaži, Inčukalns, Krimulda, Lēdurga, Mālpils, More, Sigulda

## Historia
Novads powstało podczas reformy administracyjnej w 2021, z połączenia dotychczasowych novadsów: Krimulda, Mālpils, Sigulda i części novadsu Inčukalns.